# Finale UEFA Champions League 2006
De UEFA Champions Leaguefinale van het seizoen 2005/06 is de veertiende finale in de geschiedenis van de Champions League. De wedstrijd vond plaats op 17 mei 2006 in het Stade de France in Saint-Denis. Het Spaanse FC Barcelona stond voor de tweede keer in de finale van de Champions League, net als de Engelse tegenstander Arsenal FC.
Bij het FC Barcelona van trainer Frank Rijkaard speelde Giovanni van Bronckhorst de volledige wedstrijd. Mark van Bommel werd na een uur vervangen. Bij Arsenal kwamen Dennis Bergkamp en Robin van Persie niet van de bank.

## Voorgeschiedenis
De grootste Europese successen van zowel Arsenal als FC Barcelona lagen ver in het verleden. Bij Barcelona was het van de laatste editie van de Europacup I geleden dat de club nog eens de finale won. In 1994 verloor het in de Champions Leaguefinale met zware cijfers van AC Milan. Arsenal had in 1994 de Europacup ll gewonnen, maar kon nog nooit de Europacup I veroveren. Voor de Arsenal was het de allereerste finale.
In 1999 zaten FC Barcelona en Arsenal tijdens de groepsfase in dezelfde groep. FC Barcelona stootte toen door, Arsenal niet. Het was de enige keer dat de twee clubs elkaar tegenkwamen in Europa.
Voor aanvang van de finale werd FC Barcelona als favoriet beschouwd. De club beschikte met balgoochelaar Ronaldinho op dat moment over de beste voetballer ter wereld. Bij Arsenal was het vooral uitkijken naar aanvoerder Thierry Henry en Cesc Fàbregas, die bij FC Barcelona was opgeleid. Lionel Messi maakte deel uit van de selectie van 22 spelers, maar haalde wegens een blessure de wedstrijdkern niet.
De Noorse assistent-scheidsrechter Ole Hermann Borgan had op voorhand in een krant geposeerd met een shirt van FC Barcelona. Hij werd op de dag van de finale nog vervangen door zijn landgenoot en collega Arild Sundet.

## Eerste rode kaart

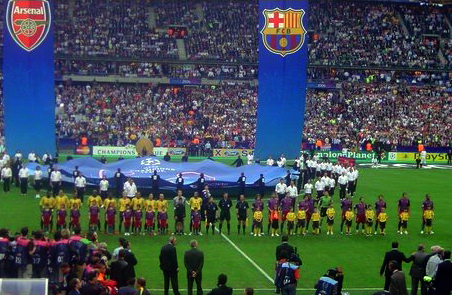
Beide ploegen voor de aftrap.

Voor het eerst in de geschiedenis van de Champions League kreeg een speler rood in de finale. Lehmann haalde de doorgebroken Samuel Eto'o van FC Barcelona neer. In de nasleep van de overtreding scoorde Ludovic Giuly, maar de goal telde niet aangezien de scheidsrechter al had gefloten voor de fout op Eto'o. Robert Pirès werd opgeofferd en vervangen door reservedoelman Manuel Almunia.
Toch was het Arsenal dat op voorsprong kwam. Sol Campbell kopte een vrije trap binnen na 37 minuten. FC Barcelona ging een tijd lang op zoek naar de gelijkmaker, maar het was wachten tot ver in de tweede helft tot het eindelijk zover was. Na een knappe loopactie van invaller Henrik Larsson kon Eto'o de gelijkmaker binnentrappen. Vijf minuten later plaatste rechtsachter Juliano Belletti de bal door de benen van Almunia en stond FC Barcelona op voorsprong. Die voorsprong gaf FC Barcelona niet meer uit handen, waardoor het voor de 2e x (1992) de Champions League won. Eto'o werd uitgeroepen tot "Man van de Match".
Frank Rijkaard werd de eerste coach die de Champions League won als speler en als trainer.

### Wedstrijddetails
|                           |                        |       |              |                                                                                           |
| 17 mei 2006 20:45 (UTC+2) | FC Barcelona           | 2 – 1 | Arsenal FC   | Stade de France, Saint-Denis Toeschouwers: 79.500 Scheidsrechter: Terje Hauge (Noorwegen) |
| 17 mei 2006 20:45 (UTC+2) | Eto'o 76' Belletti 81' |       | 37' Campbell | Stade de France, Saint-Denis Toeschouwers: 79.500 Scheidsrechter: Terje Hauge (Noorwegen) |

| Barcelona | Arsenal |

| FC Barcelona:  |    |                          |           |
|                |    |                          |           |
| GK             | 1  | Víctor Valdés            |           |
| RB             | 23 | Oleguer                  | 69' 71'   |
| CB             | 4  | Rafael Márquez           |           |
| CB             | 5  | Carles Puyol             |           |
| LB             | 12 | Giovanni van Bronckhorst |           |
| DM             | 15 | Edmílson                 | 46'       |
| CM             | 20 | Deco                     |           |
| CM             | 17 | Mark van Bommel          | 61'       |
| RW             | 8  | Ludovic Giuly            |           |
| CF             | 9  | Samuel Eto'o             |           |
| LW             | 10 | Ronaldinho               |           |
| Wisselspelers: |    |                          |           |
| GK             | 25 | Albert Jorquera          |           |
| DF             | 2  | Juliano Belletti         | 71'       |
| DF             | 16 | Sylvinho                 |           |
| MF             | 3  | Thiago Motta             |           |
| MF             | 6  | Xavi                     |           |
| MF             | 24 | Andrés Iniesta           | 46'       |
| FW             | 7  | Henrik Larsson           | 61' 90+3' |
| Coach:         |    |                          |           |
| Frank Rijkaard |    |                          |           |

| Arsenal FC:    |    |                    |     |
|                |    |                    |     |
| GK             | 1  | Jens Lehmann       | 18' |
| RB             | 27 | Emmanuel Eboué     | 22' |
| CB             | 28 | Kolo Touré         |     |
| CB             | 23 | Sol Campbell       |     |
| LB             | 3  | Ashley Cole        |     |
| RM             | 7  | Robert Pirès       | 19' |
| CM             | 19 | Gilberto Silva     |     |
| CM             | 15 | Cesc Fàbregas      | 74' |
| LM             | 13 | Alexander Hleb     | 85' |
| AM             | 8  | Fredrik Ljungberg  |     |
| CF             | 14 | Thierry Henry      | 51' |
| Wisselspelers: |    |                    |     |
| GK             | 24 | Manuel Almunia     | 19' |
| DF             | 20 | Philippe Senderos  |     |
| DF             | 22 | Gaël Clichy        |     |
| MF             | 16 | Mathieu Flamini    | 74' |
| FW             | 9  | José Antonio Reyes | 85' |
| FW             | 10 | Dennis Bergkamp    |     |
| FW             | 11 | Robin van Persie   |     |
| Coach:         |    |                    |     |
| Arsène Wenger  |    |                    |     |